# Площадь Мустакиллик
Площадь Мустакиллик (узб. Mustaqillik Maydoni, дословно — «Площадь Независимости») — центральная площадь столицы Узбекистана Ташкента, на которой проводятся праздничные мероприятия и военные парады в дни торжественных событий и государственных праздников.

## История
После завоевания в 1865 году Ташкента Российской империей к старой части города, на левом берегу канала Анхор, начала пристраиваться новая, европейская часть Ташкента. Строительство новой части города осуществлялось по общему генеральному плану, в котором предусматривалось центрально-радиальная планировка улиц и площадей города.
Прямо на левом берегу Анхора через дорогу от ташкентской крепости, построенной напротив ворот Коймас старого города, было построено здание резиденции Туркестанского генерал-губернатора с обширным садом (заложен в 1883 году), так называемый «Белый дом».

Фрагмент карты Ташкента 1932 года. Центр города.

Площадь перед Белым домом получила впоследствии наименование Соборная площадь, так как по другую сторону площади перед губернаторским дворцом был позже построен Спасо-преображенский (Военный) собор.
В начале 1930-х по решению властей собор был снесен, и площадь получила название Красная площадь.
В 1930 году в соответствии с планом генеральной реконструкции Ташкента на месте генерал-губернаторского дома по проекту архитектора С. Полупанова было сооружено здание Совета Народных Комиссаров Узбекской ССР.
24 января 1934 года ЦИК Советов Узбекской ССР принял решение воздвигнуть на Красной площади в Ташкенте перед зданием Совета Народных Комиссаров Узбекской ССР памятник В. И. Ленину. Открытие памятника, созданного по проекту московского скульптора профессора Б. Д. Королёва, состоялось 15 ноября 1936 года при участии делегатов VI Чрезвычайного съезда Советов Узбекистана.

Ташкент. Площадь имени В. И. Ленина 30-е годы XX века

В 1952—1954 годах была произведена реконструкция Красной площади Ташкента. Фасаду здания Совета Министров Узбекской ССР в процессе реконструкции был придан вид с элементами, характерными для зданий узбекской национальной архитектуры. Памятник работы Б. Д. Королёва был передан для установки в городе Ургенче. А перед зданием Совета Министров Узбекской ССР 30 апреля 1956 года был установлен памятник В. И. Ленину работы скульптора М. Г. Манизера.
В 1956 году Красная площадь в Ташкенте получила новое название — Площадь им В. И. Ленина.

Ташкент, 1965 год. Новое здание Совета Министров Узбекской ССР на площади имени В. И. Ленина

В 1965 году с южной стороны площади на месте домов, идущих вдоль улицы Ленинградской, было начато строительство нового современного здания Совета Министров Узбекской ССР в стиле «бетон-стекло» по проекту группы архитекторов (Б. Мезенцев — руководитель проекта, А. Якушев, Б. Зарицкий, Е. Розанов, Л. Адамов, В. Шестопалов и Ю. Коростелёв), которое было завершено в 1967 году. Площадь получила новое архитектурно-художественное оформление.
После землетрясения 1966 года была произведена коренная реконструкция площади в соответствии с генеральном планом развития города Ташкента. Реконструкция была завершена в 1974 году накануне празднования 50-летия Узбекской ССР. После реконструкции площадь увеличилась в 3,5 раза. Поскольку памятник В. И. Ленину работы М. Г. Манизера не соответствовал новым архитектурным решениям ансамбля реконструированной площади, он был передан для установки в Самарканде, а на площади, в её геометрической доминанте, однако в некотором отдалении от бывшего здания Совета Министров Узбекской ССР в 1974 году был установлен новый, больший по размеру памятник В. И. Ленину работы скульптора Н. В. Томского и архитектора С. Р. Адылова.

### Площадь Мустакиллик (Независимости)
После провозглашения в сентябре 1991 года Узбекистаном независимости Площадь В. И. Ленина в 1992 году была переименована и получила название «Мустакиллик Майдони», что в переводе на русский язык означает «Площадь Независимости». Монумент В. И. Ленину был демонтирован, а на его месте, на прежнем пьедестале был установлен Монумент независимости Узбекистана в виде земного шара, на котором непропорционально большую часть занимает контур Узбекистана. Позднее перед пьедесталом была установлена фигура женщины, символизирующая собой Родину-мать.
Площадь Независимости является центральной площадью Ташкента, на которой проводятся праздничные мероприятия и военные парады в дни торжественных событий и государственных праздников.

## Объекты на площади Мустакиллик
На площади расположены административные здания Кабинета Министров и Сената.
Вход на площадь Мустакиллик оформлен аркой «Эзгулик» («Добрых и благородных устремлений»), над которой возносятся ввысь аисты.
Памятник Независимости (1991 г.) и Памятник Счастливой матери (2006 г.), который был выполнен скульпторами Ильхомом и Камолом Джаббаровыми.
На площади также находится мемориал — площадь Памяти и Почестей, сооружённая в 1999 году (до этого была Могила Неизвестного Солдата, открытая в 1975 году), посвященный тем, кто не вернулся с полей Великой Отечественной войны. Их имена золотыми буквами вписаны в «Книгу памяти», которая находится здесь же. Мемориал представляет собой склонившуюся у вечного огня фигуру Скорбящей матери, которая не дождалась с фронтов той войны своих детей.

## Фотографии площади

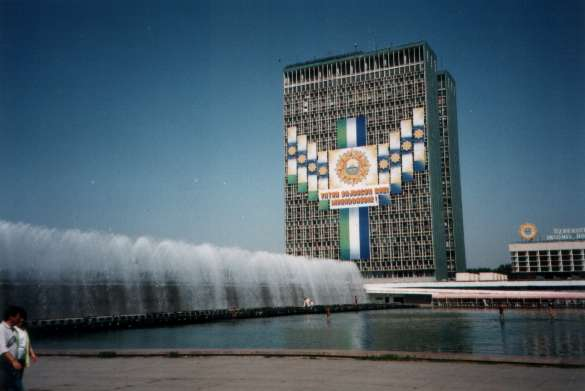
Фонтаны на площади Мустакиллик, 1998 год
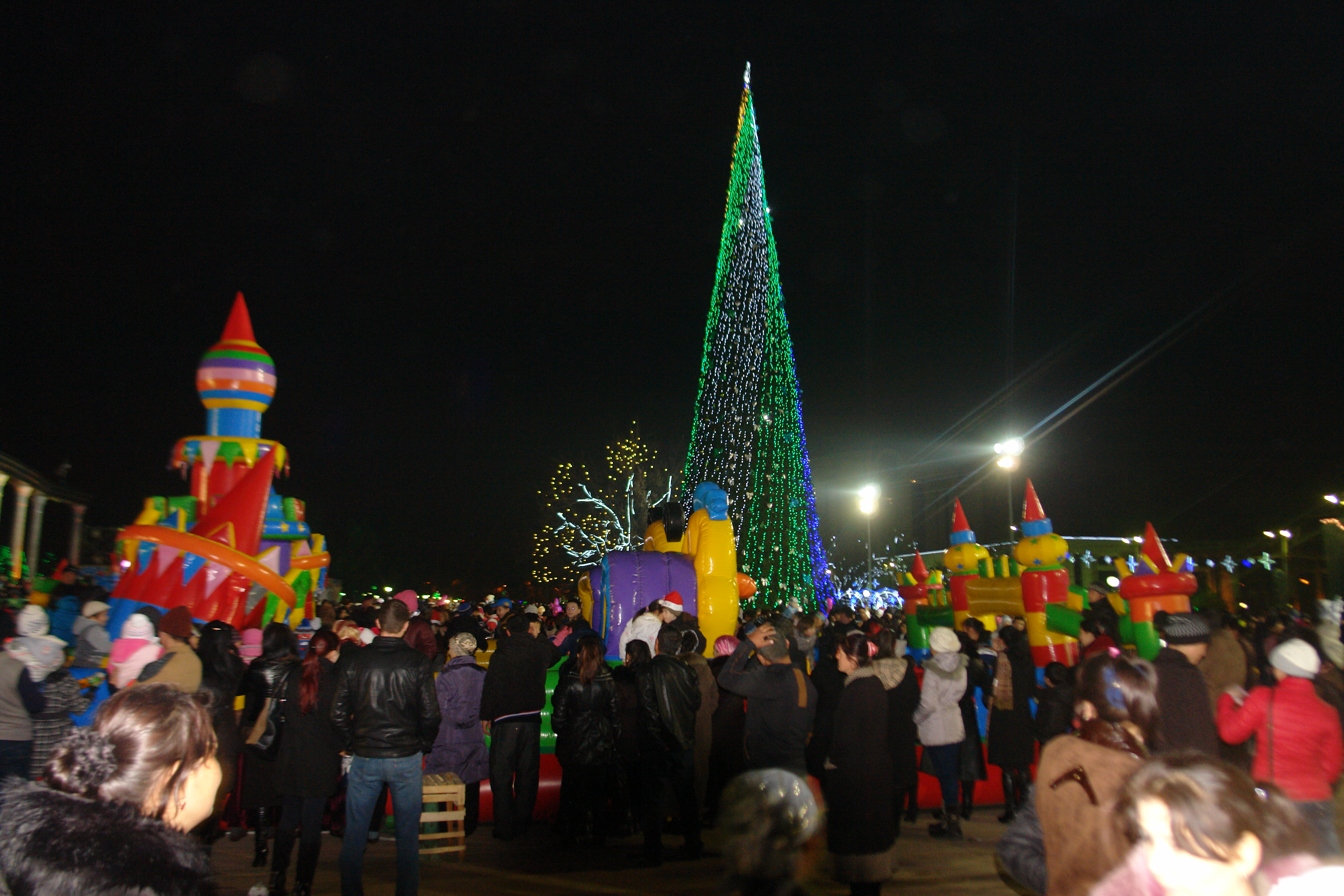
Площадь Мустакиллик, 2015 Новый год